# Catedrala Alexandr Nevski din Ungheni
Catedrala „Sfântul Aleksandr Nevski” din Ungheni a fost construită în anul 1903 în centrul orașului. Proiectul catedralei a fost conseput de arhitectul rus Alexandru Bernardazzi .

## Istoric
Pe locul înălțării catedralei, în anul 1877, în fața armatei ruse a fost citit manifestul imperial despre declararea războiului Imperiului Otoman. În perioada sovietică în incinta catedralei a fost muzeu și chiar sală de sport. Biserica și-a reluat activitatea în anul 1991, după ce a fost reparată și sfințită de un sobor de 12 preoți.

## Catedrală episcopală
La 3 aprilie 2011, Bisericii „Alexandr Nevski” i s-a atribuit statutul de catedrală episcopală. Episcop de Ungheni și Nisporeni a devenit Petru Musteață care a deținut și funcția de episcop al Mănăstirii Hâncu. Anterior, paroh al Bisericii „Alexandr Nevski” a fost Ioan Porcescu, care a condus-o un sfert de secol .

## Galerie de imagini

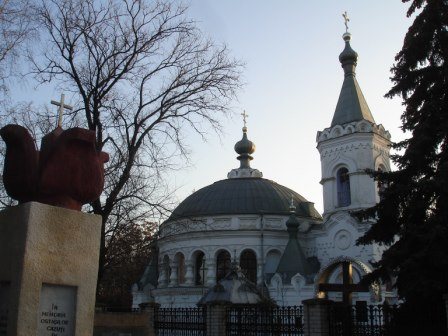
Anul 2011
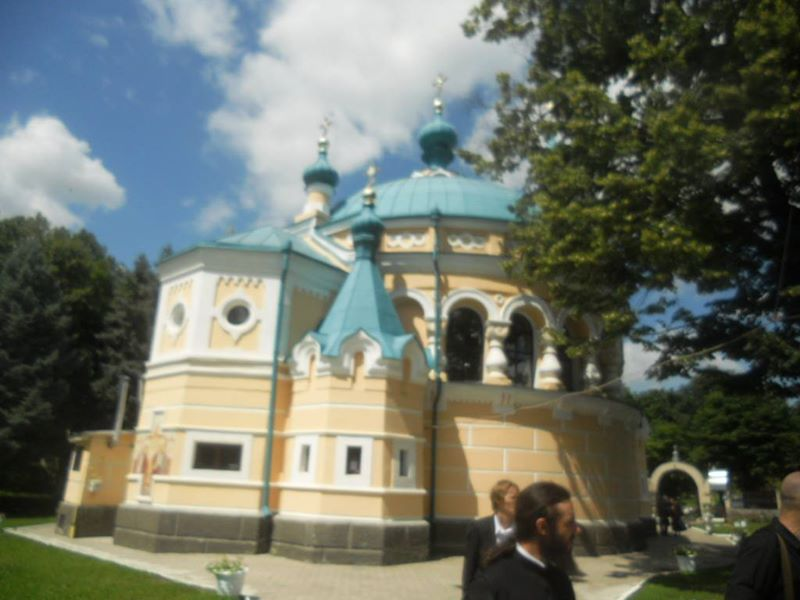
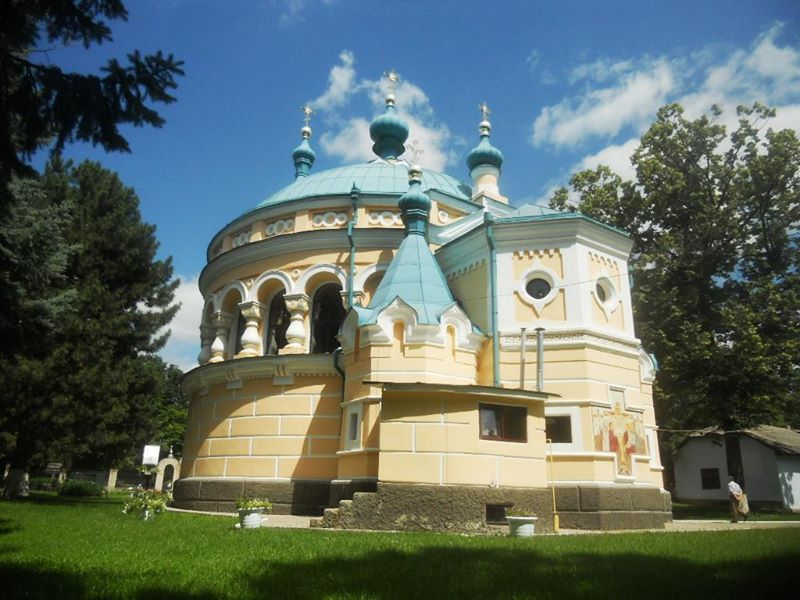
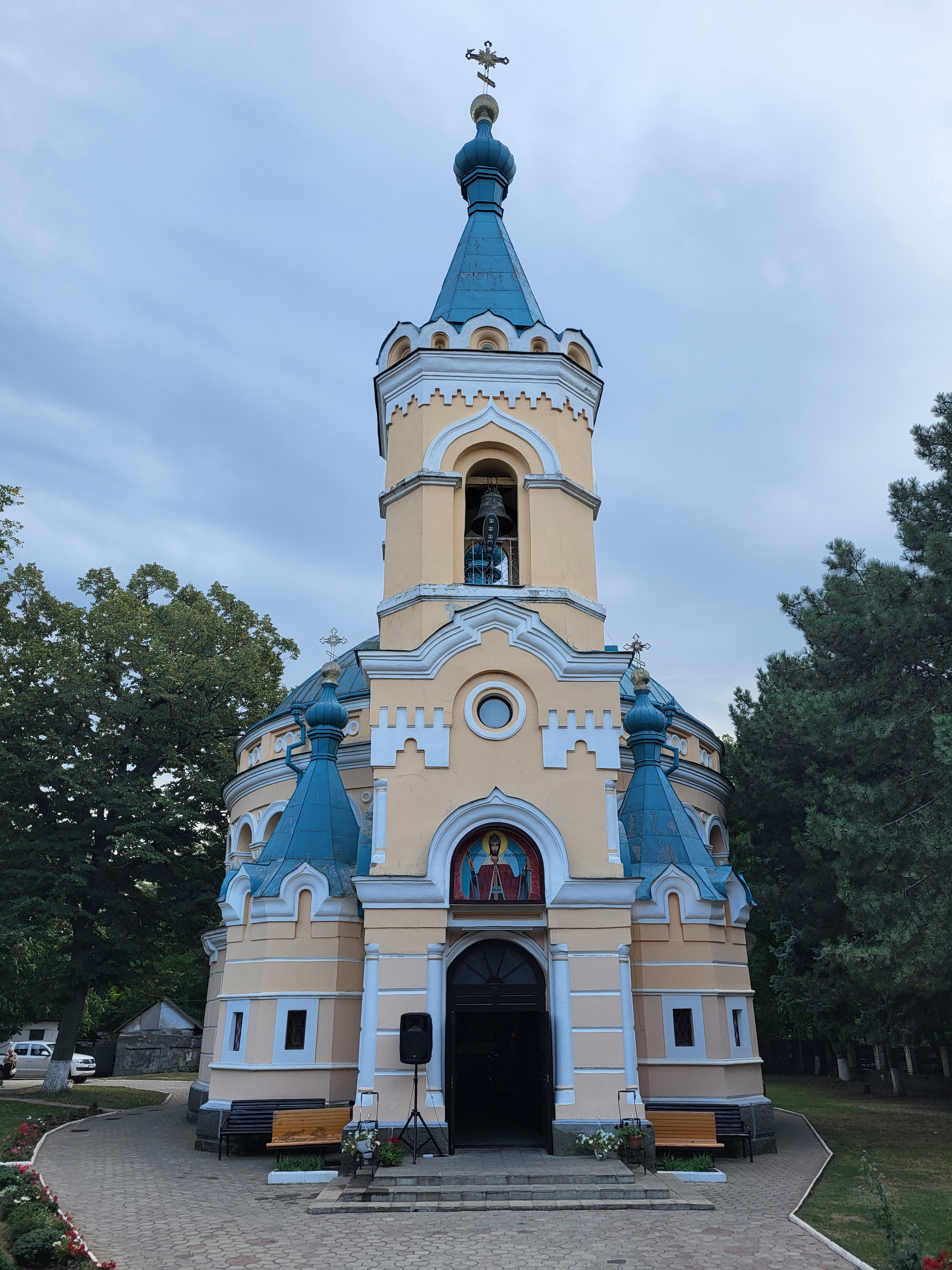